# Pere Esteve i Puig
Pere Esteve i Puig, O.F.M. (19. října 1582 Denia – 3. listopadu 1658 Valencie) byl španělský římskokatolický duchovní a františkán.

## Život
Narodil se 19. října 1582 v Denii jako syn Pereho a Cateriny.
V osmnácti letech vstoupil do františkánské kláštera Santa Maria de Jesús ve Valencii. Poté pobýval v klášterech v Alziře a Olivě, než byl přemístěn do kláštera svatého Františka ve Valencii. Díky svým zásluhám a intelektu byl jmenován komisařem Svatého domu v Jeruzalémě, což mu umožnilo vybírat almužny na celém území Valencijského království.
Byl velmi loajální vůči monarchii. Jeho vztah s Rakušany byl vždy srdečný a přímý. Zdá se, že se dokonce často setkával s Filipem IV., kterého požádal o královskou ochranu pro založení poustevny Jesús Pobre. O několik let později odmítl panovníkův návrh na povýšení na biskupa. Podle jeho životopisce Cristòfora Mercadera odmítl návrh s označením sebe jako kazatele chudiny.
Byl lidovým kazatelem, který kázal v řeči lidu. Latinu a španělštinu si ponechával pro svá díla o kazatelství a pro poezii.
Zemřel 3. listopadu 1658 ve Valencii. Pohřben byl v Denii. Po jeho smrti vznikly četné příběhy o údajných zázracích a divech na jeho přímluvu.

## Proces svatořečení
Proces byl zahájen 4. března 2006 ve valencijské arcidiecézi. Roku 2016 bylo jeho tělo exhumováno a nalezeno bez známek rozkladu.